# Talanites ubicki
Talanites ubicki är en spindelart som beskrevs av Norman I. Platnick och Vladimir I. Ovtsharenko 1991. Talanites ubicki ingår i släktet Talanites och familjen plattbuksspindlar. Inga underarter finns listade i Catalogue of Life.